# 摹瑟浦
摹瑟浦（モスルポ、모슬포）は、大韓民国済州特別自治道西帰浦市大静邑下摹里の漁村である。

## 概要
摹瑟浦は済州島の南西部にある漁村である。「モスル」は駐屯地を意味するモンゴル語が語源であると言われている。
摹瑟浦港からは済州島南部の離島である馬羅島や加波島への船が出ている他、国家漁港に指定されている。